# Abenberg
Abenberg (pronunciación en alemán: /ˈaːbn̩ˌbɛʁk/ⓘ) es una población alemana del estado federado de Baviera localizada a 25 km de Núremberg. Esta localidad fue mencionada por primera vez en 1040 como el condado de Abinberch.
Abenberg está cercana al Fränkischen Seeland, un conjunto de lagos donde es posible realizar varias actividades como la navegación a vela y el surf.